# Tournoi d'ouverture du championnat du Belize de football 2021
Navigation
Tournoi précédent Tournoi suivant
Le FFB Top League Tournament ou Apertura 2021 est le vingtième-et-unième tournoi saisonnier disputé au Belize. C'est cependant la 42e fois que le titre de champion du Belize est remis en jeu.
Lors de ce tournoi, le Verdes FC tente de conserver son titre de champion du Belize face aux cinq meilleurs clubs bélizéens. Ce tournoi marque le retour du championnat de football au pays après près de deux ans sans activité officielle. Le vainqueur, le Verdes FC remporte son cinquième titre de champion et se qualifie pour la Ligue de la CONCACAF 2022 alors qu'il reste deux journées de championnat à disputer.

## Contexte
À l'arrêt depuis la pandémie de Covid-19 qui a interrompu et définitivement mis un terme au tournoi de clôture 2020, le championnat reprend ses marques à la suite des demandes conjointes de la FIFA et de la CONCACAF qui exigent le retour des activités. La Premier League of Belize connait des démêlés avec la justice et se retrouve devant la Cour suprême du pays, c'est donc la Fédération du Belize de football qui organise ce tournoi avec deux objectifs :
1. Relancer les activités de football professionnel au Belize ;
2. S'assurer de conserver des places pour les compétitions continentales organisées par la CONCACAF.

En raison des restrictions sanitaires, toutes les rencontres sont jouées à huis clos au Stade Isidoro-Beaton. La formation des Belmopan Bandits, équipe phare du pays, critique publiquement la mise en place de ce tournoi baptisé FFB Top League Tournament et dénonce une volonté de contourner l'organisation à travers la Premier League of Belize. La fédération réplique en réaffirmant sa volonté de rendre le contrôle à la ligue si celle-ci règle ses problèmes judiciaires.

## Les six équipes participantes
Des sept équipes participantes au tournoi de clôture 2020, seules quatre d'entre elles sont enregistrées pour ce tournoi. Elles sont rejointes par le Caesar Ridge FC et le Garden City FC.
Ce tableau présente les sept équipes qualifiées pour disputer le tournoi. On y trouve le nom des clubs, leur localisation, le nom des stades dans lesquels ils évoluent et leur capacité.
| \| Altitude Caesar Ridge Garden City San Pedro Verdes Wagiya \| Localisation des équipes. |
| Altitude Caesar Ridge Garden City San Pedro Verdes Wagiya                                 |

| Équipe                    | Ville       | Stade                       | Capacité |
| Altitude FC (en)          | Mango Creek | Stade Michael Ashcroft (en) | 2 000    |
| Caesar Ridge FC           | Belize City |                             |          |
| Garden City FC            | Belmopan    |                             |          |
| San Pedro Pirates FC (en) | San Pedro   | Stade Ambergris             |          |
| Verdes FC                 | San Ignacio | Stade Norman Broaster       | 2 000    |
| Wagiya (en)               | Dangriga    | Stade Carl Ramos            | 3 500    |

## Compétition
Pour la première fois depuis une décennie, le tournoi ne comprend pas de phase finale à élimination directe. Il s'agit d'un championnat classique où l'équipe terminant la saison à la première place et déclarée championne.

### Classement
Le classement est établi sur le barème de points classique (victoire à 3 points, match nul à 1, défaite à 0).
Le départage final se fait selon les critères suivants :
- Le nombre de points.
- La différence de buts générale.
- Le nombre de buts marqué.

| Rang | Équipe               | Pts | J  | G | N | P | Bp | Bc | Diff |
| ---- | -------------------- | --- | -- | - | - | - | -- | -- | ---- |
| 1    | Verdes FC T          | 28  | 10 | 9 | 1 | 0 | 34 | 8  | +26  |
| 2    | Altitude FC          | 20  | 10 | 6 | 2 | 2 | 20 | 9  | +11  |
| 3    | San Pedro Pirates FC | 15  | 10 | 4 | 3 | 3 | 11 | 9  | +2   |
| 4    | Garden City FC       | 13  | 10 | 4 | 1 | 5 | 14 | 15 | -1   |
| 5    | Wagiya               | 6   | 10 | 1 | 3 | 6 | 12 | 19 | -7   |
| 6    | Caesar Ridge FC      | 2   | 10 | 0 | 2 | 8 | 9  | 40 | -31  |

| Légende : Qualifications et relégations | Légende : Qualifications et relégations                     |
| --------------------------------------- | ----------------------------------------------------------- |
|                                         | Champion et qualification pour la Ligue de la CONCACAF 2022 |
|                                         | T Tenant du titre                                           |

### Résultats
| Résultats (▼dom., ►ext.)                                   | ALT | CAE  | GAR | SPP | VER | WAG |
| Altitude FC                                                |     | 5-2  | 2-0 | 1-0 | 0-2 | 2-1 |
| Caesar Ridge FC                                            | 0-6 |      | 2-3 | 1-2 | 0-3 | 1-3 |
| Garden City FC                                             | 1-2 | 1-1  |     | 1-0 | 1-3 | 0-2 |
| San Pedro Pirates FC                                       | 0-0 | 3-0  | 2-0 |     | 1-1 | 0-0 |
| Verdes FC                                                  | 3-2 | 13-1 | 1-0 | 3-0 |     | 3-2 |
| Wagiya                                                     | 0-0 | 1-1  | 2-5 | 2-3 | 1-2 |     |
| - Victoire à domicile - Match nul - Victoire à l'extérieur |     |      |     |     |     |     |

## Bilan du tournoi
| Tournoi d'ouverture du championnat de football du Belize 2021 |                      |
| Champion                                                      | Verdes FC (5e titre) |
| Dauphin                                                       | Altitude FC (en)     |
| Qualifications continentales                                  |                      |
| Ligue de la CONCACAF 2022                                     | Verdes FC            |